# Arrows A23
Az Arrows A23 egy Formula–1-es versenyautó, amelyet az Arrows csapat tervezett és versenyeztetett a 2002-es Formula–1 világbajnokság során. Az autót Mike Coughlan, Sergio Rinland és Nicolò Petrucci tervezték, a motorokat pedig a Cosworth-től vásárolták hozzá, mellyel lecserélték az előző évi Asiatech-erőforrásokat. Ez volt a csapat történetének utolsó versenyautója. Pilótái Heinz-Harald Frentzen és Enrique Bernoldi voltak.

## Áttekintés
Az autó ugyanazokban a narancs-fekete színekben pompázott, mint előző évben, ugyanis maradt az Orange, mint főszponzor. Eredetileg Jos Verstappen köré tervezték a kasztnit, akinek élő szerződése volt a 2002-es idényre is. Csakhogy az egyre rosszabb pénzügyi helyzet miatt inkább Heinz-Harald Frentzent választotta az Arrows, akit nem egész évre, hanem csak versenyről versenyre igazoltak le. Az autót azon twin keel felfüggesztés tökéletesítése mentén tervezte Sergio Rinland, amelyet a Sauber csapatnál dolgozott ki. Mivel az autót át kellett tervezni, ezért csak későn mutatkozhatott be és ezért nem is tesztelték eleget. Ráadásul ezeket a teszteket is Verstappen végezte a váratlan leváltása előtt.
A csapat egész évben mindössze kettő pontot tudott szerezni, ráadásul a szezonnyitó versenyről mindkét Arrowst diszkvalifikálták: Frentzent azért, mert nem vette figyelembe a piros lámpát a boxutcában, Bernoldit pedig azért, mert a tartalékautóba ülve kezdte meg a versenyt. Az autónak nem volt rossz a tempója, a megbízhatóság azonban csapnivaló volt. Az Arrows csapat időközben annyira eladósodott, hogy a megszűnés veszélye fenyegetett. A francia nagydíjra bár eljöttek, mivel nem sikerült megállapodni a szponzorokkal, ezért költségcsökkentési céllal szándékosan olyan lassú köröket futottak az időmérő edzésen, hogy véletlenül se érjék el a kvalifikációhoz szükséges 107 százalékos időeredményt. A német nagydíjat követően a csapat csődöt jelentett, és több versenyen már nem indultak.

## Az autó utóélete
Az A23-ast és annak szellemi tulajdonát a Minardi csapat tulajdonosa, Paul Stoddart vásárolta meg azzal a céllal, hogy a Minardi PS03 utódja legyen. Átnevezték PS04-re, de lényegében ugyanaz az autó maradt. Emiatt aztán Stoddart is meggondolta magát, mert úgy gondolta, hogy rossz reklámértéke lenne, ha egy tisztán Arrows-gyártású autóval nevezne be, ezért úgy döntött, hogy nem versenyezteti, hanem a megvásárolt szellemi tulajdont felhasználva egy új autót épít, és ez lett a Minardi PS04B.
Négy évvel később, a 2006-os idényben a Super Aguri csapat megvásárolta az összes fellelhető A23-as kasztnit, és kisebb módosításokkal mint Super Aguri SA05 versenyeztette a 2006-os Formula–1 világbajnokság során.

## Eredmények
| Év   | Csapat        | Motor         | Gumik | Pilóták               | 1   | 2   | 3   | 4   | 5   | 6   | 7   | 8   | 9   | 10  | 11  | 12  | 13  | 14  | 15  | 16  | 17  | Pontok | Helyezés |
| ---- | ------------- | ------------- | ----- | --------------------- | --- | --- | --- | --- | --- | --- | --- | --- | --- | --- | --- | --- | --- | --- | --- | --- | --- | ------ | -------- |
| 2002 | Orange Arrows | Cosworth CR-3 | B     |                       | AUS | MAL | BRA | SMR | ESP | AUT | MON | CAN | EUR | GBR | FRA | GER | HUN | BEL | ITA | USA | JPN | 2      | 11.      |
| 2002 | Orange Arrows | Cosworth CR-3 | B     | Heinz-Harald Frentzen | KIZ | 11  | KI  | KI  | 6   | 11  | 6   | 13  | 13  | KI  | NK  | KI  |     |     |     |     |     | 2      | 11.      |
| 2002 | Orange Arrows | Cosworth CR-3 | B     | Enrique Bernoldi      | KIZ | KI  | KI  | KI  | KI  | KI  | 12  | KI  | 10  | KI  | NK  | KI  |     |     |     |     |     | 2      | 11.      |

## Forráshivatkozások
1. ↑  http://www.historicracing.com/driver_az.cfm?type=drivers_alpha&tStartRow=1&AlphaIndex=V&driverID=1241
2. ↑  Hidden Potential: 2002 Arrows A23 | CarThrottle (angol nyelven). www.carthrottle.com, 2016. augusztus 15. (Hozzáférés: 2024. szeptember 12.)
3. ↑  AllAboutArrows - Enrique on Schumy, Monaco & bad press. www.f1network.net. (Hozzáférés: 2024. szeptember 12.)
4. ↑  Judge tells F1 Arrows owner to pay £6.5m (angol nyelven). The Telegraph, 2004. május 8. (Hozzáférés: 2024. szeptember 12.)
5. ↑  Latest Formula 1 Breaking News - Grandprix.com. www.grandprix.com. (Hozzáférés: 2024. szeptember 12.)
6. ↑  Latest Formula 1 Breaking News - Grandprix.com. www.grandprix.com. (Hozzáférés: 2024. szeptember 12.)
7. ↑  Latest Formula 1 Breaking News - Grandprix.com. www.grandprix.com. (Hozzáférés: 2024. szeptember 12.)
8. ↑  Motorsport.com: Max Verstappen, Formule 1, MotoGP, MXGP, Le Mans, DTM en meer (holland nyelven). nl.motorsport.com, 2024. szeptember 12. (Hozzáférés: 2024. szeptember 12.)